# Ecnomiohyla minera
Ecnomiohyla minera é uma espécie de anfíbio da família Hylidae.
É endémica da Guatemala.
Os seus habitats naturais são: regiões subtropicais ou tropicais húmidas de alta altitude.
Está ameaçada por perda de habitat.